# Garth Hudson
Eric Garth Hudson (Windsor, Ontario; 2 de agosto de 1937-Woodstock, Nueva York; 21 de enero de 2025), más conocido como Garth Hudson, fue un músico canadiense célebre por su trabajo como multiinstrumentista del grupo de rock The Band y por su asociación al músico estadounidense Bob Dylan en su primera gira eléctrica entre 1965 y 1966 y en trabajos como Planet Waves y The Basement Tapes.
Como multiinstrumentista de The Band, contribuyó a configurar un sonido característico del grupo mediante el uso de instrumentos arcaicos como el órgano Lowrey, en detrimento del creciente uso del órgano Hammond en la escena de la música rock. Siendo el único miembro de The Band con educación musical, su profesionalidad y su dominio musical del órgano fueron reconocidas por publicaciones como la revista Time, que definió a Hudson como «el organista más brillante del mundo del rock», así como por Keyboard Magazine, que le definió como «el primer y verdadero virtuoso de los teclados».
Tras la grabación de The Last Waltz y la disolución de The Band en 1977, Hudson comenzó a trabajar como músico de sesión con una larga lista de colaboradores, y publicó The Sea to the North, su primer álbum en solitario, en 2001. Un año después, se unió al grupo de Sneaky Pete Kleinow Burrito Deluxe, y formó con su mujer Maud Hudson el grupo The Best!. Con motivo de su 75 cumpleaños, el 27 de junio de 2012 recibió el premio Lifetime Achievement Award en los London Music Awards celebrados en su ciudad natal.

## Biografía

### Primeros años y orígenes musicales (1943–1965)
Eric Garth Hudson nació el 2 de agosto de 1937 en Windsor, Ontario, Canadá, en el seno de una familia de músicos. Su padre, Fred James Hudson, un inspector agrícola que luchó como piloto en la Primera Guerra Mundial, era un multiinstrumentista con dominio de la batería, el saxofón, el clarinete, la flauta y el piano, mientras que su madre, Olive Louella Pentland, era cantante y tocaba el acordeón y el piano.
A los pocos años de su nacimiento, la familia se trasladó a vivir a London, Ontario. Formado en las concepciones clásicas del piano, de la teoría musical y el contrapunto, Hudson tocó por primera vez de forma profesional en 1949 con bandas de baile, a la edad de doce años, y compuso sus primeras canciones a los once años. Acudió a la Broughdale Public School y Medway High School de Arva antes de estudiar música en la Universidad de Ontario Occidental durante un año. 
En 1958 se unió a una banda de rock and roll llamada The Capers. En diciembre de 1961, con veinticuatro años, se unió a The Hawks, un grupo de respaldo del cantante Ronnie Hawkins cuya configuración fue cambiando con el tiempo hasta conformar la formación más conocida e integrada por el bajista Rick Danko, el guitarrista Robbie Robertson, el pianista Richard Manuel y el batería Levon Helm.
Temiendo que sus padres pensaran que estaba malgastando sus años de educación musical tocando en un grupo de rock'n'roll, Hudson se unió a la banda con la condición de que se le diera el título de «consultor de música» y de que le pagaran diez dólares por lecciones de música. Sobre su modo de pensar sobre sus miedos, Hudson comentó en una entrevista incluida en The Last Waltz: «Existe la opinión de que el jazz es diabólico porque procede de gente diabólica, pero los mejores sacerdotes en la calle 52 y en las calles de Nueva York eran los músicos. Hacían el mejor trabajo de curación. Sabían cómo golpear a través de una música que podía curar y hacer que la gente se sintiese bien».
Al unirse a The Hawks, Hudson tuvo la oportunidad de negociar la compra de un órgano Lowrey como parte de su equipaje. El uso de este tipo de teclado es significativo al tratarse de uno de los pocos organistas de rock'n'roll y R&B que desecharon el uso del órgano Hammond. El órgano Lowrey ofrece una combinación diferente de características, y a lo largo de su carrera utilizó tres modelos diferentes: una consola Festival (FL) durante la estancia en The Hawks, un Lincolnwood TSO-25 durante la gira realizada junto a Bob Dylan y un modelo H25 cuando el grupo fue rebautizado como The Band y que figura en el filme The Last Waltz.

### Con The Band (1968–1977)
Bajo la supervisión de Ronnie Hawkins, The Hawks se convirtió en una banda de acompañamiento que acabó por romper relaciones con el cantante en 1963. Tras la partida de Hawkins, grabaron dos sencillos y ofrecieron un elevado número de conciertos en bares y clubes, generalmente bajo el nombre de Levon Helm and the Hawks. Hudson comenzó su trabajo como músico de sesión en 1965, tocando el órgano en un álbum de John Hammond, Jr..

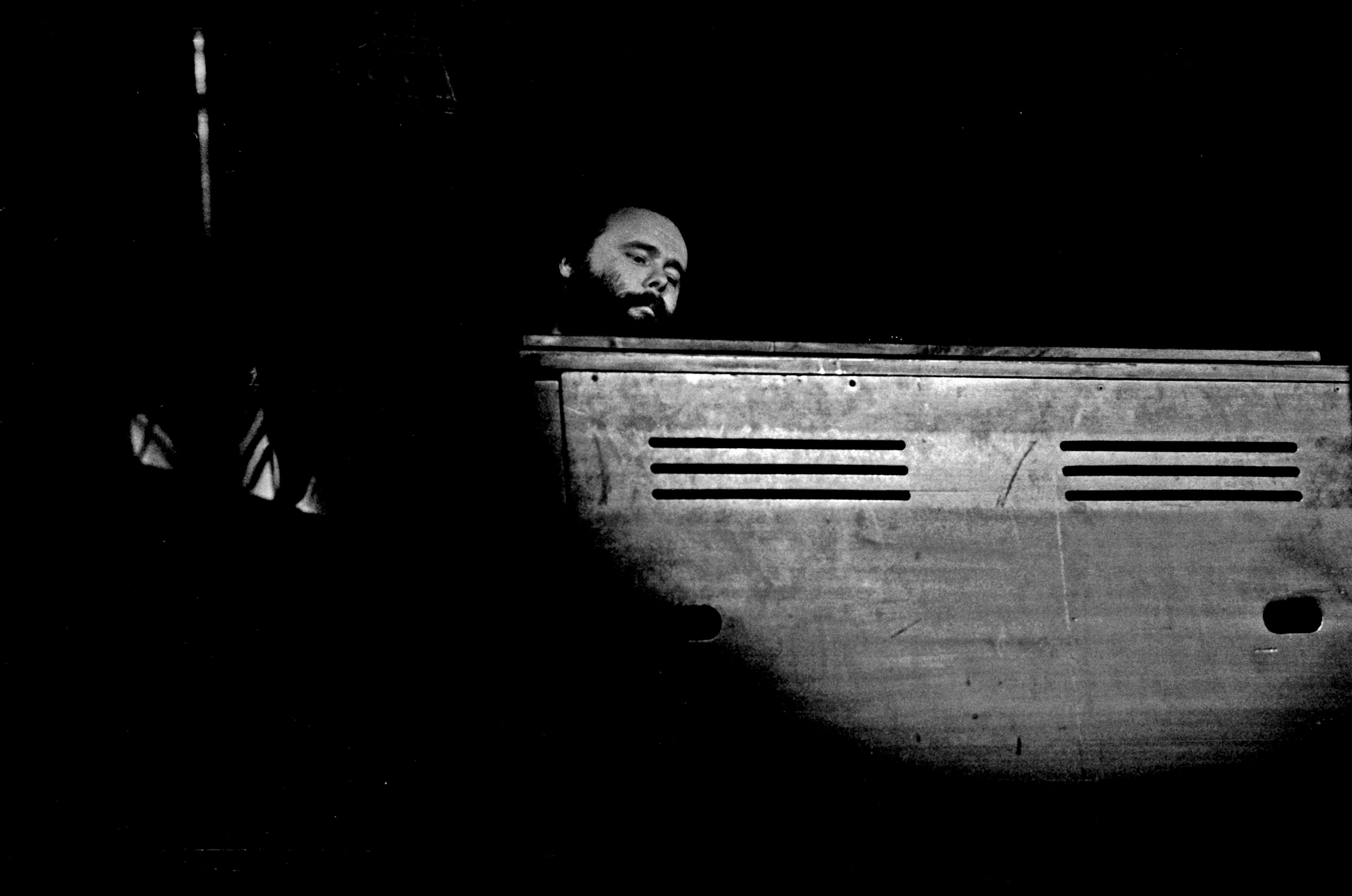
Hudson en un concierto con The Band en Hamburgo, Alemania, en mayo de 1971.

En 1966, la asistente de Albert Grossman, Mary Martin, presentó el grupo a Bob Dylan. En octubre de 1965, Dylan y The Hawks grabaron el sencillo «Can You Please Crawl Out Your Window?», y en enero de 1966 grabaron material con Dylan que acabó publicado en el álbum Blonde on Blonde. Dylan reclutó al grupo para acompañarlo en su primera gira eléctrica por Estados Unidos, Australia y Europa. Una grabación de la gira fue publicada treinta años más tarde en el álbum The Bootleg Series, Vol. 4: Live 1966. The "Royal Albert Hall" Concert. 
Tras sufrir un accidente de modo en julio de 1966, el grupo trasladó su residencia a una casa de color rosa en West Saugerties, Nueva York, cerca del hogar de Dylan en Woodstock. Durante su convalecencia, Dylan visitó con frecuencia la vivienda del grupo, en cuyo sótano grabaron más de una treinta de canciones, algunas de las cuales fueron publicadas en 1975 en The Basement Tapes. La grabación de las canciones fue posible gracias a Hudson, que adecuó el sótano con varios micrófonos periféricos conectados a una grabadora de dos pistas.
En 1968, el grupo firmó un contrato discográfico con Capitol Records y grabó Music from Big Pink, su álbum debut. Aunque en un principio Capitol anunció que el grupo iba a llamarse The Crackers, poco antes de publicar Music from Big Pink adoptaron el nombre de The Band. El álbum incluyó la canción «Chest Fever», que en directo solía acompañarse de «The Genetic Method», una larga improvisación instrumental de Hudson con el órgano que figura en el álbum en directo Rock of Ages. 
Además del órgano, Hudson contribuyó a varias canciones del grupo tocando el acordeón, como en «Rockin' Chair», «Ain't No More Cane», «When I Paint My Masterpiece» y «Down South in New Orleans», y el saxofón, como en «Tears of Rage», «Unfaithful Servant» y «It Makes No Difference». Su amplio conocimiento musical y su capacidad para tocar varios instrumentos le llevó a dirigir las secciones de cuerda y vientos de la canción «Ophelia» y a tener un papel muy activo en la grabación de Northern Lights - Southern Cross, donde introdujo una mayor variedad de sonidos al tocar instrumentos como un teclado de Rocky Mount, un minimoog y un sintetizador, entre otros.
Además de su conocimiento musical, Hudson aportó novedades musicales a los sistemas de grabación. Por ejemplo, en la canción «Up on Cripple Creek» incluyó un clavinet conectado a un pedal wah-wah para crear un sonido cenagoso reminiscente de un arpa de boca o del croar de una rana. Esta configuración, inédita hasta entonces, fue posteriormente adoptada por otros músicos, especialmente en el funk.
Tras más de una década de giras y debido a crecientes tensiones dentro del grupo, The Band ofreció un concierto de despedida en noviembre de 1976 en San Francisco acompañado de una larga lista de músicos invitados. El evento, filmado y grabado por el cineasta Martin Scorsese, fue publicado en el largometraje The Last Waltz. Tras publicar un último álbum de estudio, Islands, el grupo se disolvió.

### Reformación de The Band (1977–1999)
Poco antes de la separación de The Band, Hudson contrajo matrimonio con la cantante y actriz Maud. Hudson y su mujer adquirieron el rancho Big Oak Basin Ranch, en Malibú, que fue destruido por un incendio en 1978, después de extensas obras de renovación para albergar un estudio de grabación.
Durante este periodo, Hudson se mantuvo activo como músico de sesión trabajando en bandas sonoras de películas y en álbumes de otros artistas como Emmylou Harris, Van Morrison y Leonard Cohen. En 1980 compuso música para Our Lady Queen of the Angels, un espectáculo creado para la celebración del bicentenario de la ciudad de Los Ángeles.
En 1983, reformó The Band con sus antiguos compañeros a excepción de Robbie Robertson y ofrecieron conciertos a nivel nacional. Sin embargo, el suicidio de Richard Manuel, que vivía en el rancho de Hudson desde 1978, obligó al grupo a suplir su ausencia con varios músicos rotatorios. A pesar de la muerte de Manuel, The Band siguió saliendo de gira y publicó tres discos de estudio entre 1993 y 1999: Jericho, High on the Hog y Jubilation. 
En 1988, Hudson grabó la canción «Feed the Birds», de la banda sonora de Mary Poppins, para el álbum tributo Stay Awake: Various Interpretations of Music from Vintage Disney Films. Además, participó junto a sus compañeros de The Band en el álbum de Roger Waters The Wall Concert in Berlin. y en el concierto homenaje a Bob Dylan por sus 30 años de carrera en Nueva York, publicado posteriormente en el álbum The 30th Anniversary Concert Celebration.

### Reconocimiento musical (de 2000 en adelante)
A pesar de la creciente actividad musical de Hudson con sus compañeros de The Band tanto en el estudio como en directo, la muerte de Rick Danko el 10 de diciembre de 1999 cerró definitivamente las puertas a cualquier posible reunión de The Band sin Robbie Robertson. Además, la lenta recuperación de Levon Helm de un cáncer de garganta le obligó a desarrollar proyectos en solitario. Así, el 11 de septiembre de 2001 publicó su primer álbum en solitario, The Sea to the North, que contó con la colaboración de amigos como Helm y del grupo Professor Louie & The Crowmatix.
Con su hogar de Woodstock en ejecución hipotecaria y tras haber vendido a Robbie Robertson su participación en The Band, Hudson se vio obligado a declararse por tercera vez en bancarrota en 2002. A pesar de su situación económica, siguió tocando con otros músicos y trabajando en proyectos con su mujer Maud Hudson. El mismo año, fue galardonado con el premio Lifetime Achievement Award por la Sociedad de Blues del Sur de Canadá, y formó con Sneaky Pete Kleinow el grupo Burrito Deluxe, integrado por el guitarrista Carlton Moody, el bajista Jeff Davis y el batería Rick Lonow. Con Burrito Deluxe grabó dos álbumes, Georgia Peach y The Whole Enchilada, publicados en 2002 y 2004 respectivamente, antes del fin del grupo tras la muerte en 2007 de Kleinow a causa de Alzheimer.
Un año después, tocó con Helm en el álbum de Norah Jones Feels Like Home, y participó como músico de sesión con Los Lobos en el álbum The Ride y con Leonard Cohen en Dear Heather. Un año después, formó The Best!, un grupo de doce músicos con su esposa Maud Hudson como vocalista, y publicó Live at the Wolf, el primer concierto que Garth y Maud ofrecieron como dúo el 8 de septiembre de 2002 en el Wolf Performance Hall de London, Ontario. El mismo año, recibió el premio Hamilton Music Award al mejor instrumentista, y tocó con músicos como Martha Wainwright, Willy Clay Band, Teddy Thompson y Clay Dubose. 
Entre 2005 y 2009, centró su actividad musical como músico de sesión con artistas como Neko Case, Secret Machines, The Lemonheads, North Mississippi Allstars, Peter Karp y Christian Kiefer, entre otros, y tocó en directo con su mujer Maud y en varios Midnight Ramble con su compañero Levon Helm en su hogar de Woodstock. Además, participó tocando el piano en varias escenas del documental de Daniel Lanois Here Is What Is, estrenado en 2007, y contribuyó con música electrónica a una producción off-Broadway de Dragon Slayers, escrita originalmente por Stanley Keyes.
El 16 de noviembre de 2010, publicó A Canadian Celebration of The Band, un álbum con versiones de clásicos de The Band interpretadas por artistas canadienses como Neil Young, Bruce Cockburn, Blue Rodeo, Cowboy Junkies, The Trews, Great Big Sea, Hawksley Workman, Mary Margaret O'Hara, Chantal Kreviazuk, Raine Maida y Ian Thornley.
Hudson tocó con Helm por última vez en un Midnight Ramble el 21 de enero de 2012, en un concierto dedicado a Rick Danko y Richard Manuel. Tras el empeoramiento de salud de Helm y su posterior muerte el 19 de abril, Hudson publicó en su web el siguiente comunicado:

«Levon Helm nos dejó hoy a la 1:30 p.m. del 19 de abril de 2012. Estoy terriblemente triste. Gracias por 50 años de amistad y música. Por los recuerdos que viven en nosotros. Se fue en paz a ese maravilloso lugar. Fue el batería favorito de rock de Buddy Rich... y mi amigo. Levon, estoy orgulloso de ti».

## Lista de artistas con los que Garth Hudson ha trabajado
| - Eric Andersen - Hoyt Axton - The Band - Barenaked Ladies - Karla Bonoff - David Bromberg - Burrito Deluxe - Paul Butterfield - The Call - Camper Van Beethoven - J.J. Cale - Thumbs Carllile - Neko Case - Blondie Chaplin - Frank Christian - Eric Clapton - The Staple Singers - Dr. John | - Leonard Cohen - Crosby, Stills and Nash - Rick Danko - Neil Diamond - Dixie Hummingbirds - Bob Dylan - Jonathan Edwards - Keith Emerson - Marianne Faithfull - Gipsy Kings - Paul Geremia - Boris Grebenshikov - John P. Hammond - John Herald - Emmylou Harris - Greg Harris - Ronnie Hawkins - Levon Helm - Graham Parker | - Jeff Healey - Don Henley - John Hiatt - Maud Hudson - Indigo Girls - Norah Jones - Colin Linden - David Lindley - Blueberry Hill - Los Lobos - Jackie Lomax - Mercury Rev - Van Morrison - Scotty Moore & D.J. Fontana - Charlie Musselwhite - North Mississippi Allstars - The Northern Pikes - David Olney - Robert Palmer | - Tom Petty & the Heartbreakers - Poco - Robbie Robertson - The Sadies - Michelle Shocked - John Simon - Jo-el Sonnier - Ringo Starr - Livingston Taylor - Teddy Thompson - Libby Titus - Tonio K. - Martha Wainwright - Joe Walsh - Muddy Waters - Roger Waters - Wilco - Joni Mitchell |

Ringo Starr

## Discografía
| Con The Band - 1968: Music from Big Pink - 1969: The Band - 1970: Stage Fright - 1971: Cahoots - 1972: Rock of Ages - 1973: Moondog Matinee - 1974: Before the Flood - 1975: Northern Lights - Southern Cross - 1975: The Basement Tapes - 1977: Islands - 1978: The Last Waltz - 1993: Jericho - 1996: High on the Hog - 1998: Jubilation | Con Burrito Deluxe - 2004: Georgia Peach - 2006: The Whole Enchilada En solitario - 1980: Music for Our Lady Queen of the Angels - 2001: The Sea to the North - 2005: Live at the Wolf - 2010: A Canadian Celebration of The Band |